# Cdp.pl
cdp.pl Sp. z o.o. (bis 2012 CD Projekt Sp. z o.o.) ist ein polnischer Distributor für Filme, Musik, Literatur, Spiele, Hardware und Hobbyartikel, die das Unternehmen über seinen Onlineshop vertreibt. Die Gesellschaft wurde ursprünglich als Spielepublisher unter dem Namen CD Projekt Sp. z o.o gegründet. Durch verschiedene Umstrukturierungen und Transaktionen verlagerten sich diese Tätigkeiten auf eine neue Gesellschaft, die 2012 schließlich auch den bisherigen Unternehmensnamen übernahm und cdp.pl als Tochterunternehmen neu ausrichtete. Seit 2014 ist cdp.pl als Unternehmen von der CD Projekt S. A. Gruppe unabhängig.

## Geschichte

### Anfänge als Computerspielpublisher

Logo von CD Projekt

Das Unternehmen wurde 1994 von Marcin Iwiński und Michał Kiciński in Warschau als Publisher unter dem Namen CD Projekt gegründet. Für mehrere Jahre war CD Projekt der einzige polnische Publisher, der PC- und Videospiele auf CDs veröffentlichte. CD Projekt war auch für mehrere Jahre das einzige polnische Unternehmen, das sich auf den Vertrieb von Videospielen und Lernsoftware spezialisiert hatte.
CD Projekt veröffentlichte viele ausländische Toptitel in einer vollständig ins Polnische übersetzten Version auf dem dortigen Markt und erlangte dadurch einen hohen Bekanntheitsgrad innerhalb der dortigen Videospieler-Gemeinschaft. Die meisten internationalen Publisher konzentrieren sich auf den westeuropäischen Markt und verzichten oftmals auf eine Übersetzung in die jeweiligen Landessprachen Osteuropas. Zu den durch CD Projekt veröffentlichten Titeln gehören unter anderem die Baldur’s-Gate-Saga (eines der ersten Spiele, das vollständig ins Polnische übersetzt wurde), Planescape: Torment, Icewind Dale oder auch Heroes of Might and Magic V. Viele der Texte von durch CD Projekt übersetzte Spiele wurden durch bekannte polnische Schauspieler oder Prominente gesprochen, so wurden unter anderem Piotr Fronczewski, Bogusław Linda oder Daniel Olbrychski engagiert.

Logo des Studios CD Projekt RED

Ab 1999 war CD Projekt der größte polnische Videospiele-Publisher. Anfang 2002 gründete das Unternehmen das eigene Studio CD Projekt RED, dass sich auf die Entwicklung von neuen Spielen konzentriert. Das RED-Studio entwickelte unter anderem die Spiele The Witcher (2007) und The Witcher 2: Assassins of Kings (2011), die auf den Fantasy-Werken des polnischen Autors Andrzej Sapkowski basieren. Ebenfalls 2002 expandierte CD Projekt auf den tschechischen und slowakischen Markt, wo CD Projekt Spiele in tschechischer Übersetzung vertrieb, später wurde man auch auf dem ungarischen Markt aktiv und schuf eine eigene Übersetzungsabteilung für internationale Firmen an.
2005 gründete CD Projekt die Webseite gram.pl, auf der Benutzer gebrauchte PC- und Videospiele kaufen und verkaufen können. Anfang 2008 kaufte CD Projekt Metropolis Software, eines der ältesten polnischen Entwicklerstudios (u. a. Gorky 17 und Infernal). Damit gehört das Unternehmen zu den größten Videospiele-Vertriebshäusern in Europa. 2009 wurde das Studio geschlossen.

Logo von Good Old Games

Mitte 2008 wurde die Webseite Good Old Games gegründet, einem international ausgerichteten Online-Dienst, bei dem ältere PC-Spiele ohne Digitale Rechteverwaltung (DRM) als Download erworben werden können. Viele bekannte Spielefirmen, wie etwa Codemasters, Epic Games, JoWooD, Ubisoft oder Revolution Software veröffentlichten bereits ihre älteren Titel auf dieser Plattform. CD Projekt veröffentlichte hier allerdings auch seine neuen Spiele The Witcher und The Witcher 2. Seit März 2012 wurden auch Neuveröffentlichungen anderer Entwickler ins Sortiment aufgenommen und das Geschäftsmodell damit erweitert. Das Portal firmiert seither unter dem Namen GOG.com.

### Umstrukturierungen und Eigenständigkeit
Nachdem CD Projekt und die Muttergesellschaft CDP Investment 2009 in schwere finanzielle Probleme geraten waren, unterzeichnete der börsennotierte polnische IT-Dienstleister Optimus S.A. eine Absichtserklärung für die Übernahme des angeschlagenen Unternehmens. Dabei erwarben die bisherigen Firmeninhaber von CD Projekt 50 % der Optimus S.A. und konnten so die Kontrolle über das Unternehmen behalten. Durch diesen Reverse Takeover im Oktober 2009 wurde CD Projekt somit zu einem börsennotierten Unternehmen. Am 25. Juli 2011 änderte Optimus S.A. den Firmennamen zu CD Projekt RED S.A. und fusionierte im Oktober mit seinem Tochterunternehmen CD Projekt Red Sp. z o.o. Am 21. September 2012 gab CD Projekt RED bekannt, seine Distributionsgeschäfte künftig unter der Firmenbezeichnung cdp.pl führen zu wollen. Gleichzeitig erschien unter dieser Adresse im Internet eine Verkaufsplattform für Spiele. Im November 2012 übernahm CD Projekt RED S.A. nach Beschluss der Aktionärsversammlung schließlich den bisherigen Namen seines Tochterunternehmens und firmiert seither unter dem Namen CD Projekt S.A.
2014 übernahmen die Vorstandsmitglieder Michał Gembicki und Robert Wesołowski einen kontrollierenden Mehrheitsanteil an cdp.pl von der Konzernmutter CD Projekt, die ihre Beteiligung auf 8,29 % reduzierte. CD Projekt gab an, sich auf die Entwicklung und globale Vermarktung von Computerspielen konzentrieren zu wollen. cdp.pl wolle sich dagegen auf seinen Kernmarkt im polnischen Inland konzentrieren. Im Januar 2015 wurde das Angebot auf Bücher, Musik, Konsolen, Computer-Hardware, sowie Brett- und Kartenspiele erweitert. Dafür überarbeitete das Unternehmen seine E-Commerce-Plattform, die nun mehr als 40.000 physische und digitale Produkte in den sechs Kategorien Bücher, Spiele, Musik, Filme, Hardware und Hobby-Artikel umfasste.